# کونسولاته فزا
کونسولاته فزا (انگلیسی: Consolate Feza؛ زادهٔ ۲۳ مارس ۱۹۸۵) بازیکن هندبال زن اهل جمهوری دموکراتیک کنگو است که عضو تیم ملی هندبال زنان جمهوری دموکراتیک کنگو می‌باشد و در بازی‌های آفریقایی ۲۰۱۹ برندهٔ ۱ مدال برنز شده‌است.